# Дзимела
Дзимѐла (на италиански: Zimella; на венециански: Zimela, Дзимела) е община в Северна Италия, провинция Верона, регион Венето. Разположено е на 29 m надморска височина. Населението на общината е 4952 души (към 2015 г.).
Административен център на общината е малко градче Санто Стефано ди Дзимела (Santo Stefano di Zimella).